# Haagliguster
Haagliguster (Ligustrum ovalifolium) is een plant uit de olijffamilie (Oleaceae).
De plant komt van nature voor in Japan. Ze wordt in België en in Nederland veel gekweekt en aangeplant.

## Kenmerken
Het is een groenblijvende heester met een compacte groeiwijze die tot drie meter hoog kan reiken. De bladeren zijn langwerpig tot ovaal. In strenge winters kan bladverlies optreden. De witte bloesems geuren en zijn aantrekkelijk voor insecten. Bast, blad en vooral de zwarte bessen zijn giftig voor mensen, maar niet voor vogels.
Wilde liguster (Ligustrum vulgare) en haagliguster kunnen op dezelfde plaatsen voorkomen en lijken veel op elkaar. De bladeren van wilde liguster zijn meer langwerpig en glimmen minder. Bont gekleurde ligusters zijn mogelijk het gevolg van kruisingen.

## Verspreiding
Haagliguster wordt veel als haagplant gebruikt omdat hij tamelijk wintergroen is en goed gesnoeid kan worden. Weggegooid tuinafval kan zorgen voor de verspreiding van de heester, en vogels kunnen zaden verspreiden nadat van de bessen is gegeten. Ze prefereert een niet te vochtige matig voedselrijke bodem en zonnige tot licht beschaduwde standplaatsen. Verwilderde planten worden onder meer gevonden in duinstruwelen, bosranden en verwaarloosde tuinen.

## Bron
1. ↑  (en)  Ligustrum ovalifolium Hassk. Royal Botanic Gardens, Kew
2. ↑  Haagliguster op Waarneming.nl